# 索默里
索默里（德语：Sommeri）是瑞士的城鎮，位於該國東北部，由圖爾高州負責管轄，面積4.21平方公里，海拔高度465米，2012年人口506，一半人口信奉羅馬天主教，人口密度每平方公里120人。

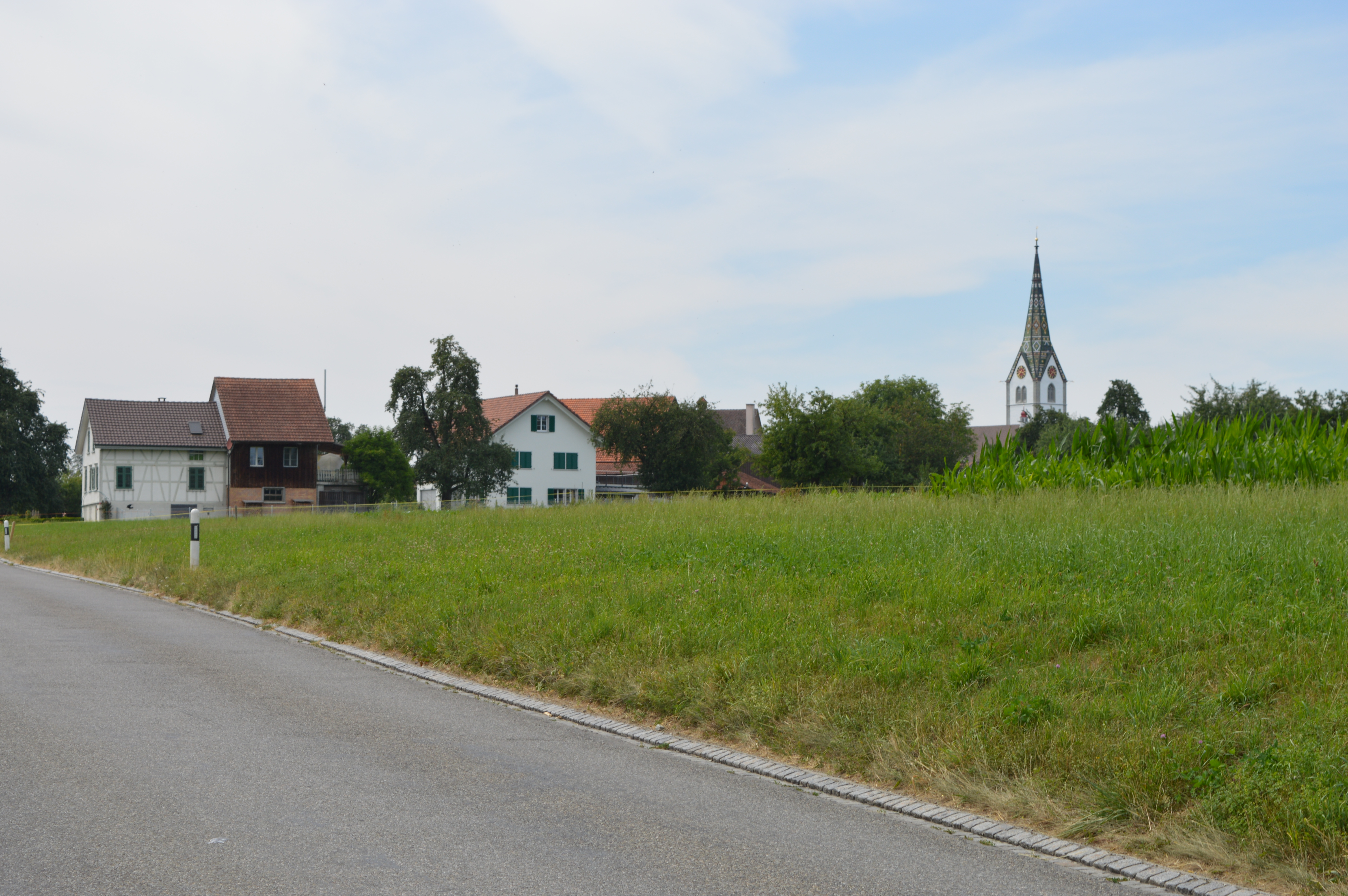
索默里